# Moravanská venuše
Moravanská venuše je pravěká, 7,5 cm velká Venuše vyřezaná z klu mamuta v období gravettienské kultury okolo r. 22 800 př. Kr. Vyoral ji rolník Štefan Hulman-Petrech v době první republiky na tábořišti lovců mamutů v Moravanech nad Váhom, poblíž slovenských Piešťan.
Sošku získal německý archeolog Lothar Zotz, který pak za války zkoumal naleziště. V šedesátých letech díky odlitku venuše v Musée de l'Homme inicioval Emanuel Vlček[zdroj?] resp. Juraj Bárta nalezení a návrat originální sošky z Německa na Slovensko. Dnes ji uchovává Ponitranské muzeum v Nitře.